# Kathedrale von Mercedes (Argentinien)

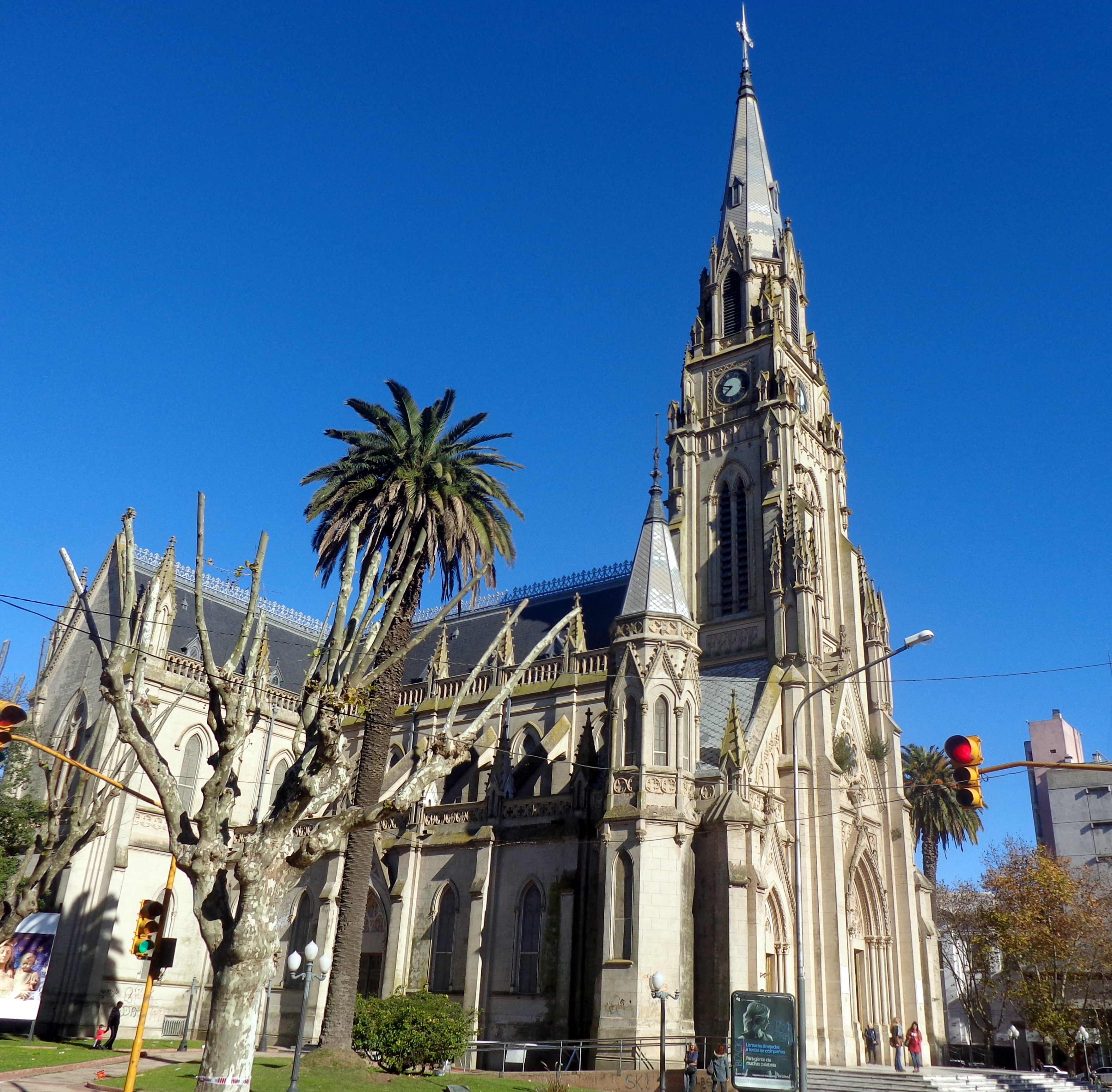
Kathedrale von Mercedes

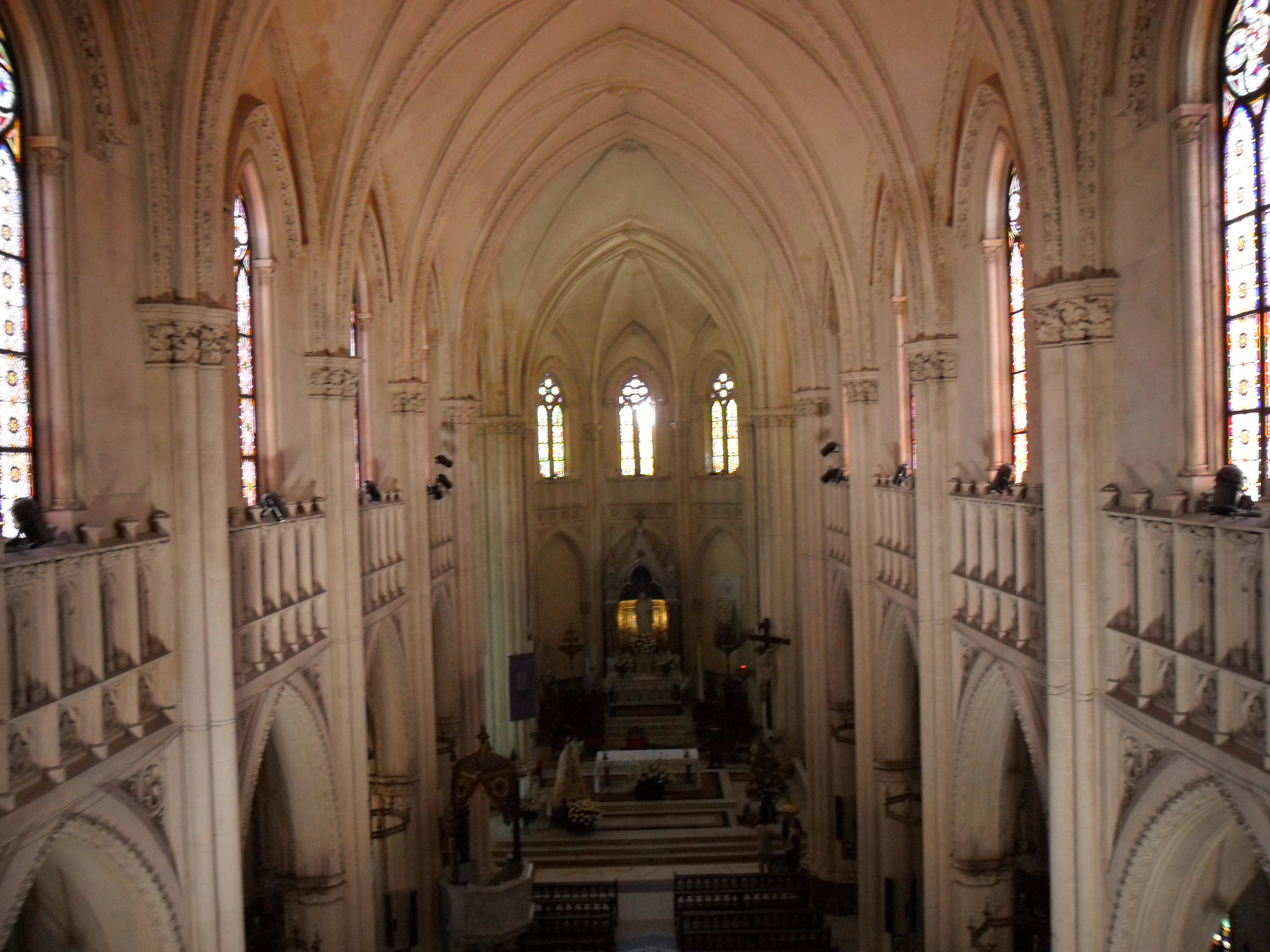
Innenraum

Die Kathedrale von Mercedes oder die Kathedralbasilika La Merced (spanisch Catedral Basílica Nuestra Señora de las Mercedes) ist eine Kirche in der Stadt Mercedes, Provinz Buenos Aires, Argentinien. Die Kathedrale des Erzbistums Mercedes-Luján mit der Anrufung von Maria vom Loskauf der Gefangenen trägt die Titel einer Basilica minor und eines Nationalen Historischen Monuments. Die zwischen 1904 und 1922 erbaute neugotische Kirche wurde wesentlich durch den Magnaten Saturnino Unzué und seine Familie finanziert.

## Geschichte
Die spätere Siedlung Mercedes wurde 1745 außerhalb von Buenos Aires als Grenzfestung gegen die Indios angelegt. Sie erhielt eine von den Mercedariern betreute Kapelle. 1801 wurde eine neue Kirche vor der Festung errichtet, wo heute das Atrium der Kathedrale steht, sie erhielt das Patrozinium Nuestra Señora de las Mercedes und wurde 1825 Pfarrkirche. 1852 folgte ein Neubau.
Mit der wachsenden Stadt wurde ab 1882 der Bau der heutigen Kirche geplant. In einem Wettbewerb gewann das Projekt des Architekten Jacques Dunant. Das neugotische Bauwerk wurde 1904 nach dem Abriss des Vorgängerbaus begonnen. Zwei Jahre später wurde der 73 Meter hohe Kirchturm mit einem 11 Meter hohen Kreuz errichtet, der Schiefer war aus England gebracht worden. Wegen finanzieller Knappheit kamen die Arbeiten zum Stillstand. Statt der bisherigen Kleinspender übernahm der Großgrundbesitzer Saturnino Unzué mit seiner Familie 1913 die Finanzierung für Kirche und Pfarrhaus. Unter dem französischen Architekten Francisque Fleury Tronquoy wurde das geänderte Projekt fortgeführt, die Gewölbe wurden mit Stahlbeton gebaut. Der Erste Weltkrieg verhinderte die benötigten Anlieferungen aus Europa, bevor 1918 der fehlende Marmor für den Boden aus Italien kam. Im Jahr 1920 wurden die Glocken geweiht, die Kirchweihe erfolgte durch 1921 durch Bischof Francisco Alberti in Anwesenheit des Provinzgouverneurs Camilo Crotto und vieler weiterer Würdenträger.
Die Ausstattung der dreischiffigen Basilika wurde mit vier Seitenaltären aus Italien und einer Orgel von E.F. Walcker aus Deutschland vervollständigt. In den 1930er Jahren wurde die Krypta als Grablege der Familie Unzué aus äthiopischem Marmor gebaut. Mit Schaffung des Bistums Mercedes wurde die Kirche am 20. April 1934 zur Kathedrale erhoben. Im Jahr 1949 verlieh Papst Pius XII. der Kathedrale den Titel einer Basilica minor. Im Jahr 2000 wurde die Sakramentskapelle gebaut, 2010 erhielt die Kathedrale den Status eines Nationaldenkmals.